# З божої волі (фільм)
«З божої волі» (фр. Grâce à Dieu) — французький фільм-драма 2019 року, поставлений режисером Франсуа Озоном за власним сценарієм. Світова прем'єра відбулася 8 лютого 2019 на 69-му Берлінському міжнародному кінофестивалі (2019), де фільм брав участь в основній конкурсній програмі,, здобувши Гран-прі журі — Срібного ведмедя.

## Сюжет
Олександр, що живе з дружиною і дітьми, одного разу дізнається, що в місцеву церкву повернувся священик, який колись зіпсував йому життя. І, судячи з усього, Олександр не був єдиною жертвою. Він вирішує зібрати й інших постраждалих, але в цій боротьбі їм доведеться протистояти ще й власним родинам.

## У ролях
| • Мельвіль Пупо   | … | Олександр Герен                |
| • Дені Меноше     | … | Франсуа Дебор                  |
| • Сванн Арло      | … | Еммануель Томассен             |
| • Ерік Каравака   | … | Жиль Перре                     |
| • Бернар Верле    | … | панотець Бернар Прейнат        |
| • Франсуа Марторе | … | кардинал Барбарен              |
| • Жозіан Баласко  | … | Ірен, мати Еммануеля           |
| • Фредерик П'єро  | … | капітан Курто                  |
| • Елен Венсан     | … | Оділь Дебор, мати Франсуа      |
| • Франсуа Шатто   | … | П'єр Дебор, батько Франсуа     |
| • Орелія Петі     | … | Марі Герен, дружина Олександра |

## Знімальна група
- Автор сценарію — Франсуа Озон
- Режисер-постановник — Франсуа Озон
- Продюсер — Ерік Альтмаєр, Наколя Альтмаєр
- Оператор — Мануель Дакосс
- Композитори — Євген Гальперін, Саша Гальперін
- Монтаж — Лор Гердетт
- Художник-постановник — Філіпп Кордом
- Художник-костюмер — Паскалін Шаванн
- Художник-декоратор — Еммануель Дюпле
- Підбір акторів — Давид Бертран

## Нагороди та номінації
| Список нагород та номінацій                | Список нагород та номінацій | Список нагород та номінацій     | Список нагород та номінацій | Список нагород та номінацій | Список нагород та номінацій |
| Кінофестиваль/Кінопремія                   | Рік                         | Категорія                       | Номінант(и)                 | Результат                   | Дж                          |
| ------------------------------------------ | --------------------------- | ------------------------------- | --------------------------- | --------------------------- | --------------------------- |
| 69-й Берлінський міжнародний кінофестиваль | лютий 2019                  | Золотий ведмідь                 | З божої волі                | Номінація                   | [ 1 ]                       |
| 69-й Берлінський міжнародний кінофестиваль | лютий 2019                  | Срібний ведмідь — Гран-прі журі | З божої волі                | Перемога                    | [ 4 ]                       |